# Douglas Hedin
Douglas Hedin (ur. 5 lutego 1990) – szwedzki narciarz alpejski, srebrny medalista Mistrzostw Norwegii 2012 w Kvitfjell.
Brał udział w mistrzostw świata.
Jego najlepszym wynikiem na zawodach tej rangi jest 26. miejsce w zjeździe osiągnięte podczas Mistrzostw Świata 2013 w austriackim Schladming.
Pierwszy start w Pucharze Świata 2011/2012 we norweskim Kvitfjell, zaliczył w zjeździe, gdzie zajął 57. lokatę w zjeździe. Pierwsze punkty zdobył Pucharu Świata w amerykańskim Beaver Creek, gdzie w supergigancie zajął 22. miejsce.

## Osiągnięcia

### Mistrzostwa świata
| Mistrzostwa     | Konkurencja     | Czas    | Wynik | Zwycięzca  |
| --------------- | --------------- | ------- | ----- | ---------- |
| Schladming 2013 | Supergigant     | 1:27.60 | 34.   | Ted Ligety |
| Schladming 2013 | Zjazd           | 2:05.25 | 26.   | Ted Ligety |
| Schladming 2013 | Superkombinacja | -       | DNF2  | Ted Ligety |